# Chiasmopes hystrix
Espèce
Synonymes
- Maypacius hystrix Berland, 1922

Chiasmopes hystrix est une espèce d'araignées aranéomorphes de la famille des Pisauridae.

## Distribution
Cette espèce se rencontre en Éthiopie et en Afrique du Sud.

## Systématique et taxinomie
Cette espèce a été décrite sous le protonyme Maypacius hystrix par Berland en 1922. Elle est placée dans le genre Spencerella par Roewer en 1955 puis dans le genre Chiasmopes par Blandin en 1974.

## Publication originale
- Berland, 1922 : « Araignées. » Voyage de M. le Baron de Rothschild en Éthiopie et en Afrique orientale anglaise (1904-1905): Résultats scientifiques: Animaux articulés, Paris, vol. 1, p. 43-90.